# Frederik Oldenburg (författare)
Frederik Oldenburg, född den 14 mars 1828, död den 25 september 1890, var en dansk forstman och politisk författare. 
Han blev 1846 student och 1852 forstkandidat, efter att ha varit frivillig herrgårdsskytt under kriget 1848, och var 1853—60 anställd vid forstväsendet i Nordslesvig. 1860—63 riktade han några skarpa angrepp mot statsskogarnas styrelse, samt föreslog på lantmannaförsamlingarne 1862 och 1863 upphävandet av skogstvånget. År 1868 köpte han ett par herrgårdar i Skåne, men levde sedan 1880 mest i Köpenhamn. 
År 1881 påbörjade han sitt politiska forfattarskap med skriften Strategi og Politik under pseudonymen "C. v. Haller" och uttalade öppet, att Danmark på grund av sitt geografiska läge endast kunde säkra sin framtid genom att alliera sig med Tyskland och befästa Köpenhamn med detta för ögonen. Skriften väckte stor uppståndelse och upprördhet. Till svar på de många invändningarna skrev han redan samma år ytterligare tre 3 småskrifter, däribland Aanden i Folket, och kom nu också in på Danmarks inre politiska förhållanden. 
Slutligen behandlade han dessa 1884—88 i årliga översikter under särskilda namn, som tillräckligt antyder tankegången (således Forlig eller Revolution, Vor Opløsning fortsat, Estrupiatet og Demoralisationen), och fällde här med skarpt kritiskt sinne och oförfärad djärvhet samt med stor stilistisk förmåga de hårdaste domar både över Venstres ledare och över ministären Estrups styre.